# Alicyklické sloučeniny
Alicyklické sloučeniny jsou organické sloučeniny odvozené od alicyklických uhlovodíků, tedy od uhlovodíků s uzavřeným uhlíkovým řetězcem, nesplňujících pravidla aromaticity.
Patří sem:
- alicyklické alkoholy
- alicyklické ketony
- alicyklické uhlovodíky